# Microrregión de Paranaguá
La microrregión de Paranaguá es una de las microrregiones del estado brasileño de Paraná perteneciente a la mesorregión Metropolitana de Curitiba. Su población fue estimada en 2009 por el IBGE en 256.933 habitantes y está dividida en siete municipios. Posee un área total de 6.055,952 km².

## Municipios
- Antonina
- Guaraqueçaba
- Guaratuba
- Matinhos
- Morretes
- Paranaguá
- Pontal do Paraná

- Datos: Q2507923